# ايمانويل أورتيغا
ايمانويل أورتيغا (بالإسبانية: Emanuel Ortega)‏ هو ملحن ومغني أرجنتيني، ولد في 18 أكتوبر 1977 في بوينس آيرس في الأرجنتين.

## وصلات خارجية
- ايمانويل أورتيغا على موقع IMDb (الإنجليزية)
- ايمانويل أورتيغا على موقع ميوزك برينز (الإنجليزية)
- ايمانويل أورتيغا على موقع ديسكوغز (الإنجليزية)